# Lovers Live
Lovers Live é o primeiro álbum ao vivo da banda britânica Sade, lançado em 5 de Fevereiro de 2002 nos EUA e em 15 de Fevereiro do mesmo ano no Reino Unido, pelo selo Epic Records.
O álbum tem como base a turnê Lovers Live Tour, realizada em 2001, de suporte ao álbum Lovers Rock, lançado em 2000. Foi o primeiro álbum da banda que não entrou no Top 10 do Reino Unido. Nos Estados Unidos o álbum alcançou a posição 10 na parada de álbuns Billboard 200.

## Faixas

### CD
1. "Cherish the Day" (Sade Adu, Andrew Hale, Stuart Matthewman) – 6:37
2. "Somebody Already Broke My Heart" (Adu, Hale, Matthewman, Paul S. Denman) – 5:13
3. "Smooth Operator" (Adu, Ray St. John) – 4:16
4. "Jezebel" (Adu, Matthewman) – 6:44
5. "Kiss of Life" (Adu, Hale, Matthewman, Denman) – 4:58
6. "Slave Song" (Adu, Matthewman, Denman) – 4:35
7. *Contém o excerto de The Abyssinians' "African Race" (Donald Manning)
8. "The Sweetest Gift" (Adu, Hale, Matthewman, Denman) – 2:32
9. "The Sweetest Taboo" (Adu, Martin Ditcham) – 6:01
10. "Paradise" (Adu, Hale, Matthewman, Denman) – 4:32
11. "No Ordinary Love" (Adu, Matthewman) – 6:09
12. "By Your Side" (Adu, Hale, Matthewman, Denman) – 4:54
13. "Flow" (Adu, Hale, Matthewman, Denman) – 5:01
14. "Is It a Crime" (Adu, Matthewman, Hale) – 8:23

### DVD
1. "Cherish the Day"
2. "Your Love Is King"
3. "Somebody Already Broke My Heart"
4. "Cherry Pie"
5. "Pearls"
6. "Every Word"
7. "Smooth Operator"
8. "Red Eye"
9. "Jezebel"
10. "Kiss of Life"
11. "Slave Song"
12. "Sweetest Gift"
13. "The Sweetest Taboo"
14. "Lovers Rock"
15. "Immigrant"
16. "Paradise"
17. "King of Sorrow"
18. "No Ordinary Love"
19. "By Your Side"
20. "Flow"
21. "Is It a Crime"
22. "It's Only Love That Gets You Through"
23. Backstage Footage
24. Message to Sade
25. "King of Sorrow" (Video)
26. Tour Photo Gallery